# Glitter (företag)

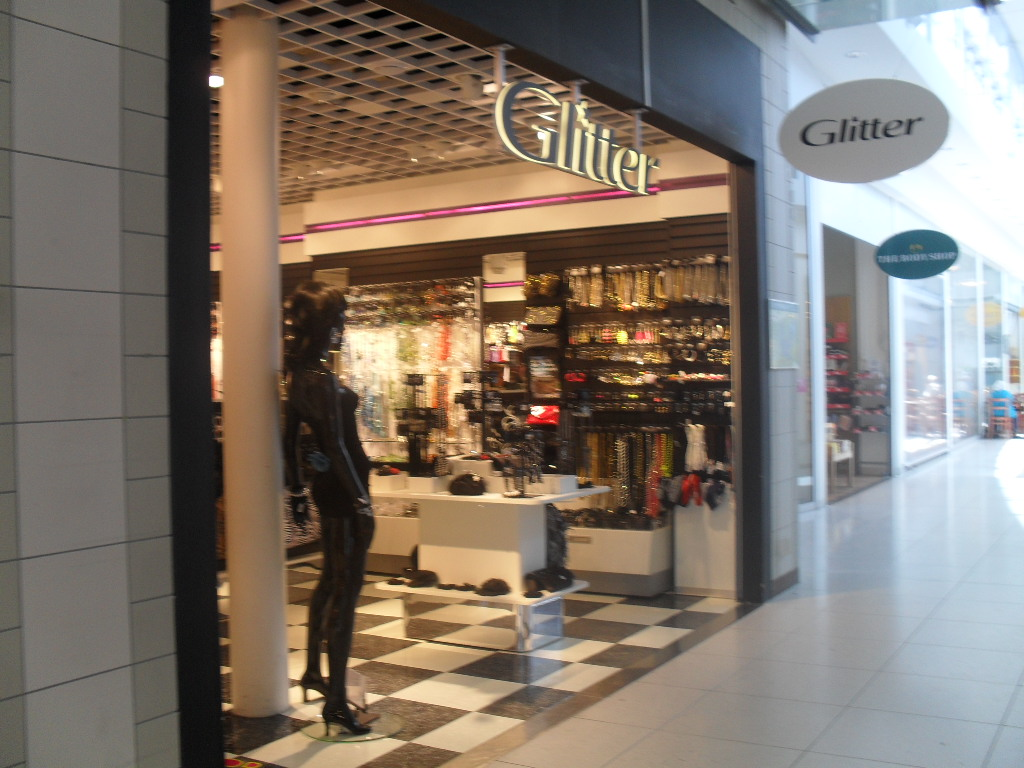
Glitter i Tyresö Centrum

Glitter är en modesmyckesaffär som grundades i Söderköping 1977 då tobakshandlaren Sven-Axel Svensson började importera smycken och sälja i sin lokala handel.
Sedan 2004 ägs Glitter av Bergendahls. Företaget har år 2020 165 butiker i Sverige, Norge, Finland och Danmark.